# CHL Import Draft 1994
CHL Import Draft 1994 – trzeci draft CHL w historii. Łącznie wybrano 41 zawodników.

## Wybrani
Pozycje: B – bramkarz, O – obrońca, C – center, LS – lewoskrzydłowy, PS – prawoskrzydłowy

Ligi: OHL – Ontario Hockey League, QMJHL – Quebec Major Junior Hockey League, WHL – Western Hockey League
| #  | Zawodnik (pozycja)         | Pochodzenie | Klub macierzysty            | Klub wybierający (liga)           |
| -- | -------------------------- | ----------- | --------------------------- | --------------------------------- |
| 1  | Lubomír Jandera (O)        | Czechy      | HC Litvínov U20             | Halifax Mooseheads (QMJHL)        |
| 3  | Patrik Eliáš (LS)          | Czechy      | Kladno Poldi SONP           | Sarnia Sting (OHL)                |
| 5  | Ronald Petrovický (PS)     | Słowacja    | HC Dukla Trenczyn U20       | Tri-City Americans (WHL)          |
| 9  | Jochen Hecht (C)           | Niemcy      | Adler Mannheim U20          | Peterborough Petes (OHL)          |
| 12 | Rastislav Pavlikovský (LS) | Słowacja    | HC Dukla Trenczyn U20       | Sault Ste. Marie Greyhounds (OHL) |
| 22 | Wadim Jepanczincew (C)     | Rosja       | Spartak Moskwa              | Kitchener Rangers (OHL)           |
| 33 | Krzysztof Secemski (PS)    | Polska      | Warszawa U20                | Sudbury Wolves (OHL)              |
| 34 | Radek Dvořák (PS)          | Czechy      | HC Czeskie Budziejowice U20 | Granby Bisons (QMJHL)             |
| 35 | Oleg Twierdowski (O)       | Rosja       | Krylja Sowietow Moskwa      | Brandon Wheat Kings (WHL)         |
| 39 | Andrij Sriubko (O)         | Ukraina     | Sokił Kijów                 | Kamloops Blazers (WHL)            |